# Anastasie (impératrice)
Pour les articles homonymes, voir Anastasie.
Anastasie (vers 650 - après 711) est une impératrice byzantine et épouse de l'empereur Constantin IV.

## Impératrice
Anastasie est entrée dans l'Histoire lorsque son mari Constantin IV accède au trône en 668. En effet, le 15 septembre 668, son beau-père Constant II est assassiné dans son bain par son chambellan. Anastasie devient impératrice consort lorsque les nouvelles de l'assassinat parviennent à la cour.
Elle a un premier fils, Justinien II, qui naît en 668 ou 669 d'après les chroniques de Théophane le Confesseur et Nicéphore Ier de Constantinople. Constantin VII, dans son ouvrage De administrando Imperio (« De l'administration de l'Empire »), note qu'il est né à Chypre.
Elle aurait également eu un autre fils, nommé Héraclius. Le pape Benoit II (26 juin 684 - 8 mai 685) aurait ainsi reçu lors de son intronisation des mèches de cheveux de Justinien II et d'Héraclius (vraisemblablement un geste de bonne volonté de leur père).
Constantin IV meurt de dysenterie en septembre 685. Anastasie lui survit pendant plus de deux décennies.

## Dernières années
Justinien II succède à Constantin IV sur le trône et semble avoir voulu rapidement se tailler une réputation d'une dureté impitoyable. Ayant besoin de fonds pour financier ses ambitieux projets de construction, il autorise Étienne le Perse et Théodote son logothète général (responsable de l'imposition de l'Empire), à les collecter par tous les moyens. Le chroniqueur Théophane le Confesseur affirme qu'Étienne le Perse aurait utilisé la torture et d'autres châtiments corporels comme méthode pour collecter les fonds nécessaires.
Théophane note que vers 693-694, Anastasie aurait été soumise à une séance de flagellation sous les ordres d'Étienne le Perse, alors que Justinien II était absent. Cet incident marque le début d'une relation hostile entre la mère et le favori de l'empereur.
L'augmentation de la fiscalité et les méthodes de collecte utilisées rendent Justinien II de plus en plus impopulaire. Il est déposé à la suite d'un coup d'État mené par Léonce en 695. La résidence et le statut d'Anastasie durant les courts règnes de Léonce (695-698) et Tibère III (698-705) sont inconnus. Son fils récupère le trône en 705 et règne ensuite jusqu'en 711.
Justinien II est alors renversé par une révolte du stratège Philippicos (Bardanès de son vrai nom). Il est capturé et exécuté aux portes de Constantinople. Anastasie refait alors surface en essayant de protéger la vie de Tibère, son petit-fils de six ans. Elle emmène le garçon à la basilique Sainte-Marie-Mère-de-Dieu dans le quartier des Blachernes à Constantinople. Cependant, ils sont poursuivis par les sbires de Philippicos. Anastasie supplie les hommes d'épargner son petit-fils mais le jeune garçon est arraché par la force de l'autel et exécuté malgré ses protestations.
On ignore ensuite combien de temps Anastasie survécut. Syméon Métaphraste indique seulement qu'elle est enterrée à l'Église des Saints-Apôtres de Constantinople, à côté de son mari.

## Sources
- (en) Cet article est partiellement ou en totalité issu de l’article de Wikipédia en anglais intitulé « Anastasia (wife of Constantine IV) » (voir la liste des auteurs).